# 托塞格
托塞格，是匈牙利亚斯-瑙吉孔-索尔诺克州所辖的一个村，总面积59.17平方公里，总人口4498，人口密度76.0人/平方公里（2010年1月1日）。